# Edward Bernds
Edward Bernds (12 de julio de 1905) – 20 de mayo de 2000)  fue un guionista y director estadounidense, nacido en Chicago, Illinois.

## Carrera
Él y otros amigos formaron un pequeño grupo de radio y obtuvieron licencias de aficionados mientras estaba en su tercer año en Lake View High School. A principios de la década de 1920, tener licencias de radio comerciales era muy respetado por los operadores aficionados, y Bernds estaba en una buena posición para ingresar a la radiodifusión cuando se graduó en 1923, un año en el que comenzaron a establecerse estaciones de radio por todo Chicago. Encontró trabajo como operador jefe en WENR de Chicago a los 20 años.
Cuando comenzaron las películas sonoras a finales de la década de 1920, Bernds y otros operadores de radiodifusión, se trasladaron a Hollywood para trabajar como técnicos de sonido en "las películas sonoras". Después de un breve período en United Artists, Bernds renunció y trabajó en Columbia Pictures, donde trabajó como ingeniero de sonido en muchos de los clásicos de Frank Capra en la década de 1930. Pronto se estableció como el mejor técnico de grabación de Columbia.

## Dirigiendo a Los Tres Chiflados
Bernds quería ser director, pero no tuvo el coraje de acercarse al presidente de Columbia, Harry Cohn, para hablar sobre la reasignación. Un día, Frank Capra se encontró con Bernds y le hizo prometer que hablaría con Cohn esa noche. Cohn, aunque consciente de la destreza de Bernds en el departamento de sonido, concedió a regañadientes su deseo. Su primer trabajo como director fue un cortometraje de servicio público que advertía al público sobre no difundir rumores durante la guerra. Tanto la película como Bernds recibieron una distinción de Stanton Griffis, del cuerpo diplomático del gobierno, lo que impresionó tanto a Harry Cohn como al productor Hugh McCollum .
En 1945, Edward Bernds se convirtió en guionista y director de los cortometrajes de comedia de McCollum. El primer trabajo de Bernds con Los tres chiflados fue la mediocre Un pájaro en la cabeza (1946), protagonizada por un enfermo Curly Howard. Howard, de 41 años, había sufrido una serie de accidentes cerebrovasculares menores antes de filmar; como resultado, sus cansadas actuaciones se vieron empañadas por un habla arrastrada y un ritmo más lento. Aunque Bernds estaba inicialmente entusiasmado por ser director, se horrorizó cuando se dio cuenta de que Curly estaba en tan mal estado (algo que el director de cortometrajes de Columbia , Jules White, no le dijo a Bernds).
 
Al darse cuenta de que Curly ya no podía actuar con la misma capacidad que antes, Bernds ideó formas de cubrir su enfermedad. Curly aún podría ser la estrella, pero la acción se desplazó lejos del enfermo Stooge. En A Bird in the Head, la acción se centra más en el loco Profesor Panzer e Igor. Esto le permitió a Curly mantener una cantidad saludable de tiempo frente a la pantalla sin tener que contribuir mucho.
Bernds comentó a menudo que él y el jefe de cortometrajes de Columbia , Jules White, nunca se llevaron muy bien. Como resultado, Bernds temía que sus días como director terminarían tan pronto como comenzaron si Columbia lanzaba A Bird in the Head con un Curly débil como su primera entrega. El productor Hugh McCollum reorganizó el orden de estreno y la película superior Micro-Phonies (1945) se estrenó primero, asegurando así el puesto de director de Bernds.  Bernds tuvo que luchar para protagonizar tres películas más, todas estrenadas en 1946 ( The Three Troubledoers, Monkey Businessmen y Three Little Pirates, con Curly en distintos estadios de decadencia) hasta que el comediante sufrió un derrame cerebral debilitante que puso fin a su carrera. Cuando Shemp Howard reemplazó a su hermano Curly como el tercer Stooge, le dio nueva vida a las películas de los Stooges y le permitió a Bernds agregarle nuevo estilo e ingenio a las payasadas del equipo.
El departamento de textos breves de Columbia funcionaba con dos unidades, una dirigida por Jules White y la otra por Hugh McCollum. Edward Bernds trabajó para la unidad McCollum, generalmente colaborando en guiones con Elwood Ullman. Cada serie de Columbia alternaba entre las unidades de White y McCollum, lo que permitía a Bernds dirigir a los otros comediantes de Columbia: Shemp Howard, Hugh Herbert, Andy Clyde, Gus Schilling y Richard Lane, Joe Besser, Joe DeRita (en ese entonces un comediante solista; más tarde se unió a Los Tres Chiflados), Vera Vague, Wally Vernon y Eddie Quillan, Harry Von Zell y Billie Burke, entre otros. En 1948, Bernds comenzó a dirigir largometrajes, siendo sus primeros esfuerzos las comedias Blondie con Penny Singleton y Arthur Lake .
Cuando el departamento de pantalones cortos de Columbia se redujo en 1952, Hugh McCollum fue despedido y Bernds renunció voluntariamente, por lealtad a McCollum.

## Años posteriores
En 1951, Bernds dirigió Gold Raiders, una comedia western de producción independiente protagonizada por la veterana estrella del vaquero George O'Brien y Los Tres Chiflados. Esto lo llevó a conseguir un trabajo en el estudio Allied Artists, dirigiendo largometrajes de acción protagonizados por Stanley Clements, lo que a su vez llevó a Bernds a participar en la serie ganadora de premios de Allied Artists protagonizada por The Bowery Boys. Bernds dirigió a Leo Gorcey, Huntz Hall y compañía como si todavía estuviera trabajando con los Stooges; los trabajos de Bernds en la serie son los que tienen más contenido físico.
Bernds tiene la distinción de recibir una nominación al Oscar por error. En 1956, la Academia lo nominó a él y al coguionista Elwood Ullman para la historia cinematográfica de High Society. En realidad, la Academia pretendía que la nominación fuera para el musical de gran presupuesto de Frank Sinatra y Bing Crosby. Bernds y Ullman hicieron una película en 1955 llamada High Society — pero se trataba de un largometraje de bajo presupuesto con The Bowery Boys. Bernds y Ullman retiraron amablemente y voluntariamente su nominación, aunque ésta todavía figura en los libros de registros.
Bernds pasó al cine dramático a finales de los años 1950, aunque se reunió con los Tres Chiflados en los años 1960 para sus largometrajes y las partes de acción en vivo de sus dibujos animados para televisión en Los nuevos 3 Chiflados ; debido a su avanzada edad (Moe y Larry tenían sesenta años en ese momento) y las limitaciones de la televisión infantil, se vio obligado a bajar el tono de gran parte de las payasadas. Él y Ullman también colaboraron en una película sobre Elvis Presley para Allied Artists, Tickle Me. Su obra más conocida de este período es, sin duda, la película de terror de 1959 Return of the Fly. Bernds también es conocido por dirigir las películas clásicas de culto de ciencia ficción World Without End, Queen of Outer Space y Valley of the Dragons. Aunque Bernds se había convertido en un director competente y polifacético, confesó que disfrutaba más de sus comedias de cortometraje. Bernds se jubiló en 1965.
La autobiografía de Bernds es "El señor Bernds va a Hollywood", publicada en 1999. Se detallan las primeras etapas de su carrera antes de convertirse en director. La carrera de director de Bernds está narrada en "The Columbia Comedy Shorts", publicado por primera vez en 1986; Bernds escribió el prólogo y es citado en todo el libro.
Edward Bernds sobrevivió a la mayoría de sus compañeros y murió en paz el 20 de mayo de 2000, en Van Nuys, California .

## Filmografía seleccionada
- El secreto de Blondie (1948) (su primer largometraje como director)
- Gasoline Alley (1951) (director y coguionista)
- Corky of Gasoline Alley (1951) (director y coguionista)
- Detectives privados (1953) (director y coguionista)
- De Bowery a Bagdad (1955) (director y coguionista)
- Reform School Girl (1957) (director y guionista)
- Joy Ride (1958) (director)
- El regreso de la mosca (1959) (director)